# Mahamane Sacko
Pour les articles homonymes, voir Sacko.
Mahamane Sacko, né le 3 mars 1988, est un athlète handisport malien.
Mahamane Sacko est handicapé du bras droit. Il pratique la course sur les distances de 100 et 200 mètres et le saut en longueur.
Champion du Mali en athlétisme[précision nécessaire], il a remporté plusieurs épreuves en compétitions internationales:
- 2010 au Championnat d'Afrique des personnes handicapées : médaille de bronze au 100 m., 200 m. et saut en longueur[1].
- 2009 aux Jeux de l'Avenir pour personnes handicapées d'Afrique : médaille d'argent au 100 m. et 200 m. et médaille de bronze au 400 m[1].

Mahamane Sacko est sélectionné par l'équipe d'athlétisme de l'Association Sportive du Real de Bamako pour participer au championnat national et à la coupe du Mali d'athlétisme pour les personnes non handicapées.
En 2012, il participe aux Jeux paralympiques d'été de 2012 à Londres , unique représentant de son pays, dont il est le porte-drapeau.